# راشل شابی
راشل شابی (انگلیسی: Rachel Shabi؛ زادهٔ ۱ ژانویهٔ ۱۹۷۳) نویسنده و روزنامه‌نگار اهل بریتانیا است. در سال 2013 ، شابی برنده جایزه Cutting Edge Media از جوایز بین‌المللی رسانه شد.

## اوایل زندگی
شابی از پدر و مادر یهودی عراقی در رامت گن در اسرائیل متولد شد و  در انگلیس بزرگ شده است.  وی در دانشگاه ادینبورگ سیاست و ادبیات خوانده است.

## حرفه
شابی روزنامه نگاری مستقر در انگلستان است و از خاورمیانه از جمله درگیری اسرائیل و فلسطین، از تونس و مصر گزارش تهیه کرده است.  وی علاوه بر تمرکز بر خاورمیانه ، در موضوعاتی مانند سیاست، جریان راست افراطی، ضد افراط گرایی و مهاجرت می نویسد.  او همچنین نویسنده یک کتاب است و به طور منظم به عنوان مفسر در کانال های خبری بین‌المللی ظاهر می شود.
شابی برای نشریاتی زیادی از جمله گاردین، نیویورک تایمز، لندن تایمز، ایندیپندنت، الجزیره انگلیسی و فارین پالیسی نوشته است.